# Teresa Galí-Izard
Teresa Galí-Izard (Barcelona, 1968) es una paisajista, agrónoma y profesora de arquitectura del paisaje española.

## Biografía
Gali-Izard nació en Barcelona en 1968. Se licenció en Ingeniería Agrícola y obtuvo un posgrado en Arquitectura del Paisaje en la Universidad Politécnica de Cataluña.
Es profesora de Arquitectura del Paisaje y directora del programa del nuevo máster en Ciencias y Arquitectura del Paisaje en la ETH de Zúrich, en Suiza. También dirige Arquitectura Agronomia, una empresa de arquitectura del paisaje con sede en Barcelona. Ha participado en algunos proyectos importantes de arquitectura del paisaje, entre ellos destacan los de Barcelona: el parque TMB, el del Litoral Sudoeste, la nueva urbanización del Paseo de San Juan y la restauración del vertedero de la Vall d'en Joan, que ganó el Premio Europeo del Espacio Público Urbano en 2004. Ha sido finalista en otros concursos de paisaje en España, como el proyecto urbano para el espacio público de la  plaza de las Glorias Catalanas de Barcelona (2013), el parque de Valdebebas en Madrid (2009) y el Valencia Parque Central (2011).
Galí-Izard es autora, entre otros, de los libros Los mismos paisajes. Ideas e interpretaciones (Gustavo Gili, 2005) y coeditora con Daniela Colafranceschi de Jacques Simon. Los otros paisajes. Ideas y reflexiones sobre el territorio (Gustavo Gili, 2012).